# Przewłoka (sielsowiet Achremowce)
Przewłoka (biał. Перавалока; ros. Переволока) – chutor na Białorusi, w obwodzie witebskim, w rejonie brasławskim, w sielsowiecie Achremowce.
Dawniej używana nazwa – Perewołoka.

## Historia
W czasach zaborów w gminie Brasław, w powiecie nowoaleksandrowskim, w guberni wileńskiej Imperium Rosyjskiego.
W dwudziestoleciu międzywojennym zaścianek leżał w Polsce, w województwie nowogródzkim (od 1926 w województwie wileńskim), powiecie brasławskim, w gminie Brasław.
Według Powszechnego Spisu Ludności z 1921 roku zamieszkiwały tu 24 osoby, 22 były wyznania rzymskokatolickiego a 2 prawosławnego. Jednocześnie 1 mieszkaniec zadeklarował polską przynależność narodową, a 23 białoruską. Były tu 4 budynki mieszkalne. W 1931 w 5 domach zamieszkiwało 28 osób.
Miejscowość należała do parafii rzymskokatolickiej w Brasławiu. Podlegała pod Sąd Grodzki w Brasławiu i Okręgowy w Wilnie; właściwy urząd pocztowy mieścił się w Brasławiu.